# Фоміних Микола Федорович
Микола Федорович Фоміних (1 січня 1927, Київ, УРСР — 1 січня 1996, Київ, Україна) — радянський український футбольний тренер та суддя. Заслужений тренер СРСР.

## Життєпис
Народився в Києві. Тренерську кар'єру розпочав 1955 році в місцеві ФШМ, з 1957 року працював у ДЮСШ «Динамо» (Київ). З 1964 по 1970 рік тренував київський СКА. З серпня 1971 по червень 1972 року очолював криворізький «Кривбас». У 1973 році займав посаду начальника команди «Динамо» (Київ). А з 1975 по 1991 рік працював головою Федерації футболу УРСР.
Намагався розпочати суддівську кар'єру. З 1964 по 1970 рік працював на двох поєдинках Класу «Б» (по 1-у як боковий та як головний).